# Lenguas samhan
Las lenguas han (en hangul, 한어; en hanja, 韓語) o lenguas samhan (en hangul, 삼한어; en hanja, 三韓語) eran las lenguas de los tres reinos del periodo Samhan (Samhan 'tres Han') de la antigua Corea, las confederaciones de Mahan, Byeonhan y Jinhan.
La historiografía china menciona en sus escritos estos reinos de la península de Corea del siglo III d. C. y donde se hacen algunos comentarios sobre sus lenguas. También existen listas de topónimos que han servido para el análisis lingüístico, sin embargo, no existen testimonios escritos directos sobre estas lenguas.
No hay consenso sobre las relaciones entre estas lenguas samhan y las lenguas de los reinos posteriores. Esas otras lenguas posteriores se clasifican de manera tentativa en lenguas coreánicas y lenguas fuyu (estas últimas podrían tener alguna relación con las lenguas japónicas).

## Evidencia lingüística
Los reinos del período Samhan son conocidos por las historias pertenecientes a la historiografía china. Así, el capítulo 30 de los Registros de los Tres Reinos de finales del siglo III, así como el capítulo 85 del Libro de los Han Posteriores del siglo V, contienen relatos paralelos, aparentemente basados en una fuente común, de los pueblos vecinos a las Cuatro Comandancias de Han en el norte de Corea. 
La estela de Gwanggaeto (414) enumera las aldeas Goguryeo y Han, sin subdividir estas últimas. 
Las historias chinas afirman que Jinhan tenía un idioma diferente al de Mahan, enumerando algunas palabras de Jinhan que se dice que se comparten con el estado chino de Qin, de la cual los Jinhan afirmaban ser refugiados (una afirmación descartada por la mayoría de los historiadores). 
Los dos relatos difieren en la relación entre las lenguas de Byeonhan y Jinhan, con los "Registros de los Tres Reinos" describiéndolas como similares, pero el "Libro de los Han Posteriores" refiriéndose a las diferencias.  Los "Registros de los Tres Reinos" también dan transcripciones fonográficas en caracteres chinos de nombres de asentamientos, 54 en Mahan y 12 en Byeonhan y Jinhan. Algunos de estos nombres parecen incluir sufijos:
- Seis de los nombres de Mahan incluyen un sufijo *-peiliai (卑離), que ha sido comparado con el elemento común puri (夫里) 'pueblo' en los topónimos Baekje posteriores y coreano medio tardío -βɨr 'pueblo'. [6]
- Dos de los nombres procedentes de Byeonhan y uno de los nombres de Jinhan incluyen un sufijo *-mietoŋ (彌凍), que ha sido comparado con el coreano medio tardío mith y el proto-japónico *mətə ya que ambos significan 'base, fondo' y señalados por Samuel Martin como posibles cognados. [6]
- Uno de los nombres de Byeonhan tiene un sufijo *-jama (邪馬), que se identifica comúnmente con el proto-japónico *jama 'montaña'. [6]

En el siglo IV, Baekje, la confederación Gaya y Silla surgieron de Mahan, Byeonhan y Jinhan respectivamente.  Las historias tradicionales dan fechas de fundación de Baekje y Silla del 18 a. C. y 57 a. C. respectivamente, y estas fechas se repiten en los libros de texto, pero la evidencia arqueológica y documental indica que estos reinos fueron fundados en el siglo IV. .
La evidencia lingüística para las lenguas de estos estados es escasa y, al estar registrada en caracteres chinos, es difícil de interpretar. La mayoría de estos materiales provienen de Silla, cuya lengua generalmente se cree que es ancestral de todas las variedades coreanas existentes como resultado de la unificación de Silla de la mayor parte de la península a finales del siglo VII. 
Aparte de los topónimos, cuya interpretación es controvertida, los datos sobre el idioma baekje son extremadamente escasos:
- El Libro de Liang (635) afirma que la lengua de Baekje era la misma que la de Goguryeo.[14]
- El Libro de Zhou (636) afirma que la nobleza Baekje y los plebeyos tienen palabras diferentes para 'rey'.[15]
- Según el Samguk sagi, el reino de Baekje fue fundado por inmigrantes de Goguryeo que se apoderaron de Mahan.[16][17]
- La historia japonesa Nihon Shoki, compilada a principios del siglo VIII a partir de documentos anteriores, incluyendo algunos de Baekje, registra 42 palabras en baekje. Estas se transcriben como sílabas japonés antiguo, que están restringidas a la forma (C)V, lo que limita la precisión de la transcripción. Alrededor de la mitad de ellos parecen ser palabras coreánicas.[18]

Una sola palabra se atribuye directamente a la lengua gaya en el Samguk sagi (1145). Se trata de la palabra para 'puerta', y parece relacionada con la palabra japonesa antigua para 'puerta'. 

## Interpretaciones
Diferentes autores han ofrecido una variedad de puntos de vista sobre la naturaleza de estas lenguas, basándose en los registros existentes y la evidencia de que las lenguas japonesas peninsulares todavía se hablaban en las partes sur y central de la península en los primeros siglos de la era común. 
El tema tiene una enorme carga política en Corea y algunos académicos que señalaron ciertas diferencias con las lenguas coreánicas fueron acusados por los nacionalistas coreanos de tratar de "dividir la patria".
Se han hecho diversas propuestas de clasificación:
- Basándose en el relato de los Registros de los Tres Reinos, Lee Ki-Moon dividió las lenguas habladas en la península coreana en ese momento en los grupos puyŏ (fuyu) y han (este último tal vez relacionado con el coreánico). [22]. Lee propuso originalmente que se trataba de dos ramas de una misma familia lingüística, un punto de vista que fue ampliamente adoptado por los estudiosos en Corea. [23][24][25]. Más tarde argumentó que las lenguas puyŏ eran intermedias entre el coreánico y el japónico. [14]

- Christopher Beckwith argumenta que las lenguas han eran de hecho lenguas coreánicas que reemplazaron a las lenguas japónicas y lenguas fuyu (puyŏ) a partir del siglo VII.[26]
- Alexander Vovin y James Marshall Unger argumentaron que las lenguas samhan eran realmente japónicas y fueron reemplazadas por las lenguas puyŏ-coreánicas en el siglo IV. [27][28]
- Basándose en el vocabulario del Nihon Shoki y en el pasaje del Libro de Zhou sobre las palabras para 'rey', Kōno Rokurō argumentó que el reino de Baekje era bilingüe: la nobleza hablaría una lengua puyŏ, mientras que la gente común hablarían una lengua samhan.[15][29]
- Juha Janhunen argumenta que Baekje era de habla japónica hasta que el coreánico se expandió a ese territorio desde Silla. [30]